# Шабаново (Московская область)
Шабаново — деревня в Дмитровском районе Московской области, в составе сельского поселения Якотское. Население — 16 чел. (2010). До 2006 года Шабаново входило в состав Слободищевского сельского округа.

## Расположение
Деревня расположена в северо-восточной части района, недалеко от границы с Сергиево-Посадским, примерно в 18 км к северо-востоку от Дмитрова, на безымянном ручье, левом притоке реки Вели (левый приток Яхромы), высота центра над уровнем моря 186 м. Ближайшие населённые пункты — Сихнево на востоке, Новое Сельцо и Ильино — на севере.

## Население
| 2002 | 2006 | 2010 |
| ---- | ---- | ---- |
| 13   | ↘12  | ↗16  |